# Pau Ferran
Pau Ferran   (Barcelona - Barcelona, 1649) fou un cavaller i mecenes català.

## Biografia
L'any 1619 o 1620 fou nomenat rector de la Universitat de l'Estudi General. L'any 1639 pagà a l'escultor Domènec Rovira l'erecció d'un retaule dedicat a Sant Pau i Sant Felip Neri a Santa Maria del Mar. A la seva mort deixà un llegat per a la construcció de la Casa de Convalescència de Barcelona.
El 1678 es publicà l'obra Corona evangèlica triumphal, a la qual va col·laborar.